# Lucio Facchiano
Lucio Facchiano (1928 – 16 settembre 2013) è stato un politico italiano.

## Biografia
Nato nel 1928, esercitò la professione di avvocato a Benevento, e fu anche giornalista pubblicista con una propria rubrica sul Roma, quotidiano del quale rivestì anche il ruolo di responsabile per la redazione beneventana.
Inizialmente monarchico, aderì in seguito alla Democrazia Cristiana, partito con cui fu eletto più volte al consiglio comunale della sua città, rimanendovi ininterrottamente dal 1952 al giugno 1975. Fece parte della corrente che faceva capo a Mario Vetrone prima e a Ciriaco De Mita poi, e ricoprì l'incarico di assessore negli esecutivi guidati dai sindaci Alfredo Zazo, Alberto Cangiano e Giuseppe D'Alessandro. Il 16 settembre 1970 venne eletto sindaco di Benevento. Tra i suoi principali interventi da primo cittadino, si ricorda la riqualificazione dell'area della cattedrale, danneggiata dai bombardamenti della seconda guerra mondiale, e del Rione Libertà.
Morì il 16 settembre 2013, a quarantatré anni esatti dal giorno della sua elezione a sindaco.